# Ханс Песер
Јохан „Ханс“ Ерик Песер (7. новембар 1911 — 12. август 1986) био је аустријски фудбалски нападач и тренер.
За фудбалску репрезентацију Аустрије одиграо је 8 утакмица и постигао 3 гола. Након анексије Аустрије од стране Немачке, одиграо је 12 наступа и постигао 2 гола за фудбалску репрезентацију Немачке, а учествовао је и на Светском првенству у фудбалу 1938. године . Клупску каријеру провео је у Рапиду из Беча,  а касније је и водио тим, а кратко је водио и репрезентацију Аустрије. Освојио је седам аустријских првенстава и три аустријска купа током свог тренерског рада.